# Microstylum lambertoni
Microstylum lambertoni là một loài ruồi trong họ Asilidae. Microstylum lambertoni được Bromley miêu tả năm 1931. Loài này phân bố ở vùng nhiệt đới châu Phi.